# ملامح بشر
ملامح بشر مسلسل بحريني من تأليف وإخراج محمد القفاص. عرض في رمضان 2008.

## الممثلين
- غازي حسين
- ناصر عبدالرضا
- أحمد السلمان
- منى شداد
- منى عبد المجيد
- شيماء سبت
- فاطمة عبد الرحيم
- مشاري البلام
- هبة الدري
- أنور أحمد عبد الله
- مروة خليل
- أميرة محمد
- إبراهيم بحر
- أحمد إيراج
- محمد الصايغ ميلاد يوسف
- دينا هارون
- روعة ياسين
- اناهيد فياض
- تولاي هارون